# Puiești (Vaslui)
Puieşti è un comune della Romania di 4 911 abitanti, ubicato nel distretto di Vaslui, nella regione storica della Moldavia. 
Il comune è formato dall'unione di 13 villaggi: Bărtăluș-Mocani, Bărtăluș-Răzeși, Călimănești, Cetățuia, Cristești, Fântânele, Fulgu, Gâlțești, Iezer, Lălești, Puiești, Rotari, Ruși.